# Sanjay e Craig
Sanjay e Craig (em inglês:  Sanjay and Craig) é uma série animada de televisão americana produzida pela Nickelodeon. A série foi estreou o 25 de maio de 2013, e no Brasil estreou dia 14 de setembro do mesmo ano, no canal de TV pago Nickelodeon Brasil.
Os criadores da série são Jim Dirschberger, Andreas Trolf e Jay Howell. Howell é também o desenhista dos personagens de Bob's Burgers. Sanjay e Craig estava sendo produzido por Will McRobb e Chris Viscardi, os criadores da série As Aventuras de Pete e Pete. Nickelodeon renovou a série para uma segunda temporada, que irá incluir 21 novos episódios. A segunda temporada começará a ser transmitida em 2014 e tambem foi o pioneiro do crude humor. Em julho de 2016 foi anunciada a finalização da série animada, que teve seu episódio final exibido num especial de meia hora dia 29 de julho de 2016.
Bob's Burgers o co-criador Jason 'Jay' Howell também é o designer de personagem da série Sanjay e Craig.

## Enredo
A série animada acompanha as aventuras de Sanjay e Craig pela cidade de Lundgren, ocasionalmente envolvendo seus pais Vijay e Darlene. Sanjay também ajuda Craig enquanto ele tenta guardar seu segredo de que consegue falar, enquanto evita seu vizinho que odeia cobras.

## Elenco e Personagens
- Maulik Pancholy como Sanjay Patel, um garoto indiano-americano desastrado, doce e empolgado de doze anos de idade que vai nas aventuras com seu melhor amigo, Craig. Sanjay vive em uma cidade povoada indiana. Ele tem uma queda por Belle Pimentinha, que trabalha em seu lugar favorito para sair, O Frycade. Sanjay idolatra Remington Tufflips, uma estrela de filme de ação de 1980. Sanjay tenta encaixar na maior parte do tempo e sempre tem um grande momento com Craig. Pancholy também dubla Richard Dickson, um membro da banda de punk rock Os Dicksons.
- Chris Hardwick como Craig Slithers, uma cobra falante de estimação de Sanjay, que ele conheceu em uma loja de animais. Craig é um chamado "mestre do disfarce" - se ele é um médico, um advogado, ou um concurso de rainha da beleza, parece que ninguém quer reconhecê-lo. Apenas algumas pessoas sabem que Craig é uma cobra falante, Sanjay e seus amigos mais próximos mantenham-o em segredo. Craig não gosta de ser chamado apenas um animal de estimação.
- Linda Cardellini como Megan Sparkles, amiga entusiasta de Sanjay e Craig, que participa de concursos de beleza. Megan é uma talentosa vencedora do concurso inteligente, a beleza que pode se deixar às vezes, mas adora ajudar Sanjay. Ela tem uma paixão secreta por Sanjay, embora Sanjay não parecem sentir-se da mesma forma, embora ele não se importa com ela como amiga.
- Matt Jones como Hector Flanagan, amigo de Sanjay e Craig que usa um tapa-olho. Ele pode irritá-los, às vezes. Hector também ama lobos. Tem uma quedinha por Megan.
- Tony Hale como o Sr. Leslie Noodman, é o vizinho psicótico de Sanjay e Craig que odeia cobras. Ele tem um medo patológico deles por causa de uma brincadeira de seu pai quando ele era jovem. Ele ama seu gato, Lady manteiga, mas é inimigo número um de Sanjay e Craig. Ele se preocupa profundamente com suas amoras premiadas e gosta de usar a pá como arma.
- Nika Futterman como Belle Pimentinha, a menina mais velha que trabalha no Frycade, o lugar favorito de Sanjay e Craig para sair. Sanjay tem uma paixão não tão correspondida por ela, mas quando ele tenta falar com ela, nunca dá certo.
- Kunal Nayyar como Vijay Patel, o pai de Sanjay, que é indiano. Ele é dono de uma loja no bairro.
- Grey DeLisle como Darlene Patel, a mãe de Sanjay que é uma enfermeira americana. Ela trabalha no hospital e conta histórias Sanjay sobre seu trabalho. DeLisle também dubla Crostas e Sandy, dois membros da banda de punk rock Os Dicksons.

## Dublagem
| Personagem         | Voz original     | Dublador          |
| ------------------ | ---------------- | ----------------- |
| Sanjay Patel       | Maulik Pancholy  | Yan Gesteira      |
| Craig              | Chris Hardwick   | Paulo Vignolo     |
| Megan Sparkles     | Linda Cardellini | Ana Lúcia Menezes |
| Hector Flanagan    | Matt L. Jones    | Eduardo Drummond  |
| Darlene Patel      | Grey DeLisle     | Isabela Quadros   |
| Vijay Patel        | Kunal Nayyar     | Sergio Stern      |
| Leslie Noodman     | Tony Hale        | Gutemberg Barros  |
| Bellee Pimentinha  | Nika Futterman   | Lina Rossana      |
| Remington Tufflips |                  | Hércules Franco   |
| Scabs Dickson      | Grey Griffin     | Silvio Gonzalez   |

- Estúdio de Dublagem: Voice Brazil (1ª temporada)/ Gigavoxx (2ª temporada-3ª temporada)

## Episódios
Anexo: Lista de Episodios de Sanjay and Craig
| Temporadas | Temporadas | Episódios | Exibição original      | Exibição original     | Exibição no Brasil     | Exibição no Brasil     | Exibição em Portugal   | Exibição em Portugal   |
| Temporadas | Temporadas | Episódios | Estreia de temporada   | Final de temporada    | Estreia de temporada   | Final de temporada     | Estreia de temporada   | Final de temporada     |
| ---------- | ---------- | --------- | ---------------------- | --------------------- | ---------------------- | ---------------------- | ---------------------- | ---------------------- |
|            | 1          | 20        | 25 de maio de 2013     | 12 de julho de 2014   | 14 de setembro de 2013 | 14 de outubro de 2014  | 3 de fevereiro de 2014 | 21 de novembro de 2014 |
|            | 2          | 20        | 19 de julho de 2014    | 7 de setembro de 2015 | 15 de outubro de 2014  | 11 de novembro de 2015 | 2 de março de 2015     | TBA                    |
|            | 3          | 20        | 18 de setembro de 2015 | 29 de julho de 2016   | 4 de janeiro de 2016   | 25 de Março de 2017    | TBA                    | TBA                    |